# Maria Tereza Boscariol
Maria Tereza Boscariol (15 maggio 1956) è un'ex cestista brasiliana.

## Carriera
Con il Brasile ha disputato i Campionati mondiali del 1979.